# Линдон Рајв
Линдон Роберт Рајв (енгл. Lyndon Robert Rive) је јужноафричко-амерички бизнисмен познат као суоснивач SolarCity-ја и његов извршни директор до 2016. SolarCity је добављач фотонапонских система и повезаних услуга. Рајв је заједно са братом Питером основао SolarCity 2006. године.
Рајв је основао своју прву компанију са 17 година пре него што је напустио своју родну земљу, Јужноафричку Републику. Такође је суоснивач компаније за софтвер предузећа Everdream, коју је на крају преузео Dell. У 2010. години, Рајв је проглашен у MIT Technology Review као један од 35 најбољих иноватора у свету млађих од 35 година.
Након што је Tesla, Inc. купио SolarCity 2016. године, Рајв је 2017. најавио да ће напустити компанију и проводити време са својом породицом заједно са даљим предузетничким активностима, укључујући рад на новом стартап-у.

## Награде
У 2013. години, Риве је био добитник „награде Ернст & Јанг” за предузетника године у региону Северне Калифорније.

## Приватни живот
Линдон Роберт Рајв и његова супруга Медлин били су средњошколске љубави у Јужноафричкој Републици. Упознао ју је када је имао 14 година. Почели су да се забављају две године касније.
Обоје су били добри подводни хокејаши. Рајв је почео да игра када је имао 14 година. Подводни хокеј је одиграо велику улогу у томе како је Рајв емигрирао и завршио у САД. Играо је за ЈАР на Светском првенству 1998. које је одржано у Сан Хозеу, Калифорнија. Сан Хозе га је толико одушевио да је одлучио да се са супругом трајно пресели у САД. Рајв прича како није могао да добије зелену карту упркос томе што је основао две компаније у Сједињеним Државама. Мадлен је добила своје кроз категорију 'изузетних способности' захваљујући томе што је била добар подводни хокејаш, а Рајв је на крају успео да добије своју кроз брак. Иронично, Линдон је своју жену увео у спорт. Морали су да чекају три године да заиграју за амерички тим. Њихово прво Светско првенство за САД било је 2004. одржано у Канади. Играо је за мушки, а Мадлен је играла за женски тим.
Рајвови родитељи су били предузетници у области природног здравља у Преторији, ЈАР.
Рајв је рођак Илона Маска јер су њихове мајке сестре близнакиње.